# Masatoshi Shima
Masatoshi Shima (嶋正利 Shima Masatoshi, nacido el 22 de agosto de 1943 en Shizuoka, Japón) es uno de los diseñadores del primer microprocesador del mundo, el Intel 4004, junto con Ted Hoff y Federico Faggin.
Estudió Química orgánica en la Universidad de Tohoku en Sendai, Japón. Con bajas expectativas de empleo en el campo de la química, entra a trabajar en Busicom, un fabricante de calculadoras, donde se forma en desarrollo de software y diseño de circuitos digitales. Cuando Busicom decide utilizar circuitos LSI en sus calculadoras, contactaron con las compañías estadounidenses Mostek e Intel para recabar ayuda en su fabricación. El trabajo se adjudica a Intel, que por entonces era más un fabricante de memorias y disponía de las instalaciones necesarias para fabricar las puertas lógicas en chips MOS de alta densidad que precisaba Busicom. siguiendo el concepto inicial de Marcian "Ted" Hoff, Shima diseña el procesador 4004 en las oficinas de Intel con Hoff y Federico Faggin. Su empresa vende los derechos de uso del 4004 a Intel, con la excepción de su uso en calculadoras.
Intel diseña entonces el Intel 8008 por su propia cuenta, pero el chip fue un fracaso comercial, debido a diversas razones. Shima es contratado por Intel para diseñar el siguiente microprocesador, que se convirtió en el Intel 8080 (no está claro si Shima también estuvo implicado en la creación de los Intel 8086 y 8088). Posteriormente, Shima se fue a Zilog donde desarrolló el Zilog Z80, que hizo compatible a nivel de instrucciones con el Intel 8080. Le sucedió el procesador de 16 bits Zilog Z8000.
Según compañeros de trabajo de Intel, Shima diseñó toda la lógica a nivel de transistor manualmente (en vez de en las puertas AND/OR y los registros). Los diagramas esquemáticos eran por lo tanto difíciles de leer, pero como los transistores eran dibujados de tal modo que parecían un plano del chip, esto ayudaba mucho a la hora de hacer el diseño físico chip. Sin embargo, según el propio Shima, la lógica fue probada en placas utilizando chips TTL, antes de ser traducida manualmente en equivalentes de transistores MOS.

## Premios
- Premio Kioto 1997 de Tecnología Avanzada